# Вело Ташовски
Вело Ташовски, понякога Вельо или Веле (на македонска литературна норма: Вело, Вељо или Веле Ташовски), е художник и университетски професор от Северна Македония.

## Биография
Роден е в 1949 година в малореканското мияшко село Осой. Завършва Академията за художествени изкуства в Любляна в 1975 година, отдел за живопис в класа на професор Габриел Ступица. Живее и работи в Любляна до 1983 година. В 1984 година се включва в художествения живот на Социалистическа република Македония. Три години е редовен професор във Факултета за художествени изкуства към Скопския университет, като от 2002 до 2006 година е декан на факултета. Член е на Дружеството на художниците на Македония. Умира в 2009 година, няколко месеца след реализиране на изложба в Загреб.

## Творчество
Реализира 12 самостоятелни изложби в Северна Македония, Словения и в Германия. Участва и в много колективни изложби.
Самостоятелни изложби
- 1976 Скопие (със Слободан Филовски и Жарко Якимовски)
- 1979 Любляна
- 1980 Връхника
- 1980 Ново место
- 1981 Скопие
- 1988 Скопие
- 1993 Скопие

Награди
- 2005 „Нерешки майстори“, годишна изложба на ДХМ
- 2005 Гран При, зимен салон на ДХМ[4]